# Black Letter Days
Black Letter Days es el primero de dos álbumes de Frank Black and the Catholics lanzados de forma simultánea en 2002.  El título tiene el significado contrario a "Red Letter Day" que son vacaciones ; un "black letter day" siendo todos los días normales del calendario. El álbum fue producido por Nick Vincent.

## Lista de canciones
1. "The Black Rider" 2:37
2. "California Bound" 3:24
3. "Chip Away Boy" 2:57
4. "Cold Heart of Stone" 3:19
5. "Black Letter Day" 3:26
6. "Valentine and Garuda" 3:13
7. "How You Went So Far" 4:05
8. "End of Miles" 3:49
9. "1826" 6:40
10. "The Farewell Bend" 3:23
11. "Southbound Bevy" 3:07
12. "I Will Run After You" 3:58
13. "True Blue" 1:49
14. "Jane the Queen of Love" 5:10
15. "Jet Black River" 1:51
16. "21 Reasons" 5:40
17. "Whispering Weeds" 3:39
18. "The Black Rider" 3:09

## Personal
- Frank Black: voz, guitarra
- Scott Boutier: batería, voz
- Eric Drew Feldman: teclados, sintetizador, voz
- Rich Gilbert: guitarra, steel guitar, teclados, saxofón, voz
- David McCaffery: bajo, voz
- Dave Phillips: guitarra, steel guitar, voz
- Moris Tepper: guitarra, voz
- Nick Vincent: maracas